# Eddy Hartono
Eddy Hartono Arbi  (* 19. Juli 1964 in Kudus, Jawa Timur) ist ein ehemaliger indonesischer Badmintonspieler. Hastomo Arbi und Heryanto Arbi, beide ebenfalls im Badminton erfolgreich, sind seine Brüder.

## Karriere
Eddy Hartonos größte Erfolge sind die Silbermedaillengewinne bei der Weltmeisterschaft 1989 mit Verawaty und bei Olympia 1992 mit Rudy Gunawan. Er gewann des Weiteren unter anderem die prestigeträchtigen All England, die Indonesia Open, Singapur Open, German Open, Thailand Open, Dutch Open und die Japan Open.

## Erfolge
| Saison    | Veranstaltung     | Disziplin    | Platz | Name                                |
| --------- | ----------------- | ------------ | ----- | ----------------------------------- |
| 1987      | Indonesia Open    | Herrendoppel | 1     | Liem Swie King / Eddy Hartono       |
| 1987      | Japan Open        | Herrendoppel | 1     | Liem Swie King / Eddy Hartono       |
| 1987      | Thailand Open     | Herrendoppel | 2     | Liem Swie King / Eddy Hartono       |
| 1988      | Malaysia Open     | Mixed        | 1     | Eddy Hartono / Verawaty Fajrin      |
| 1988      | Indonesia Open    | Mixed        | 1     | Eddy Hartono / Erma Sulistianingsih |
| 1989      | Dutch Open        | Mixed        | 1     | Eddy Hartono / Verawaty Fajrin      |
| 1989      | Dutch Open        | Herrendoppel | 1     | Eddy Hartono / Rudy Gunawan         |
| 1989      | Weltmeisterschaft | Mixed        | 2     | Eddy Hartono / Verawaty Fajrin      |
| 1989      | Indonesia Open    | Herrendoppel | 1     | Eddy Hartono / Rudy Gunawan         |
| 1989      | Indonesia Open    | Mixed        | 1     | Eddy Hartono / Verawaty Fajrin      |
| 1990      | Singapur Open     | Herrendoppel | 1     | Eddy Hartono / Rudy Gunawan         |
| 1990      | Asienspiele       | Herrendoppel | 3     | Eddy Hartono / Rudy Gunawan         |
| 1990      | Asienspiele       | Mixed        | 2     | Eddy Hartono / Verawaty Fajrin      |
| 1990      | All England       | Herrendoppel | 3     | Eddy Hartono / Rudy Gunawan         |
| 1990/1991 | German Open       | Herrendoppel | 1     | Eddy Hartono / Rudy Gunawan         |
| 1991      | Thailand Open     | Herrendoppel | 1     | Eddy Hartono / Rudy Gunawan         |
| 1991      | Dutch Open        | Herrendoppel | 1     | Eddy Hartono / Rudy Gunawan         |
| 1991      | Indonesia Open    | Herrendoppel | 2     | Eddy Hartono / Rudy Gunawan         |
| 1992      | Indonesia Open    | Herrendoppel | 1     | Eddy Hartono / Rudy Gunawan         |
| 1992      | All England       | Herrendoppel | 1     | Eddy Hartono / Rudy Gunawan         |
| 1992      | Olympia           | Herrendoppel | 2     | Eddy Hartono / Rudy Gunawan         |

## Referenzen
- Eddy Hartono in der Datenbank von Olympedia.org (englisch)

| Personendaten    | Personendaten                  |
| ---------------- | ------------------------------ |
| NAME             | Hartono, Eddy                  |
| ALTERNATIVNAMEN  | Hartono Arbi, Eddy             |
| KURZBESCHREIBUNG | indonesischer Badmintonspieler |
| GEBURTSDATUM     | 19. Juli 1964                  |
| GEBURTSORT       | Kudus, Jawa Timur              |